# Posoqueria latifolia
Posoqueria latifolia är en måreväxtart som först beskrevs av Edward Rudge, och fick sitt nu gällande namn av Schult.. Posoqueria latifolia ingår i släktet Posoqueria och familjen måreväxter.

## Underarter
Arten delas in i följande underarter:
- P. l. gracilis
- P. l. latifolia